# Frank Neupert (Fußballspieler)
Frank Neupert (* 29. September 1965 in Frankfurt/Oder) war Fußballspieler in der DDR-Oberliga, der höchsten Spielklasse des DDR-Fußball-Verbandes. Er spielte dort für den FC Vorwärts Frankfurt (Oder) und die BSG Stahl Eisenhüttenstadt.

## Sportliche Laufbahn

### FC Vorwärts Frankfurt (Oder)
Neupert wuchs in Eisenhüttenstadt auf und begann dort beim Nachwuchs der Betriebssportgemeinschaft (BSG) Stahl seine fußballerische Laufbahn. Mit 13 Jahren wechselte er in die Jugendmannschaft des Spitzenklubs der DDR-Armeesportvereinigung, dem FC Vorwärts Frankfurt (Oder) und wurde Schüler der Frankfurter Kinder- und Jugendsportschule. Als zur Saison 1983/84 vom DDR-Fußball-Verband die Junioren-Oberliga wiederbelebt wurde, gehörte auch der FC Vorwärts zu den teilnehmenden Mannschaften. Zu ihnen gehörte als Mittelfeldspieler auch der zu Saisonbeginn 17-jährige Neupert. Er wurde mit seiner Mannschaft zum Saisonende DDR-Juniorenmeister. Anschließend wurde er in das Aufgebot der 2. Mannschaft des FC Vorwärts übernommen, die in der zweitklassigen DDR-Liga spielte. Neupert gehörte bis 1988 zum Aufgebot der 2. Mannschaft, ab 1986 fungierte er als Mannschaftskapitän. Zu Beginn der Saison 1987/88 wurde er auch in vier Oberligaspielen der 1. Mannschaft eingesetzt. Sein erstes Oberligaspiel bestritt er am 22. August 1987 als Einwechselspieler in 58. Minute in der Begegnung des 3. Spieltages FC Vorwärts – FC Carl Zeiss Jena (1:0). Weitere Oberligaeinsätze hatte er am 4., 5. und 6. Spieltag, in denen er als Mittelfeldspieler jeweils in der Anfangself stand. Daneben bestritt er in dieser Spielzeit noch zwölf Punktspiele mit der 2. Mannschaft. Für den FC Vorwärts II absolvierte Neupert von 1984 bis 1988 insgesamt 87 Punktspiele in der DDR-Liga, dabei erzielte er neun Tore. In diesen Jahren war er Angehöriger der DDR-Volksarmee. Im Frühjahr 1988 wurde er aus dem Armeedienst entlassen, und damit endete auch seine Zugehörigkeit zum FC Vorwärts Frankfurt.

### Stahl Eisenhüttenstadt
Von der Saison 1988/89 an spielte Neupert für den DDR-Ligisten Stahl Eisenhüttenstadt. Er eroberte sich als zentraler Mittelfeldspieler sofort einen Stammplatz in der DDR-Ligamannschaft, verpasste lediglich vier Punktspiele und erzielte fünf Tore. Damit gehörte er auch zu den Garanten des überraschenden Aufstiegs in die Oberliga. In der Oberligasaison 1989/90 konnte er verletzungsbedingt nur 13 der 26 Punktspiele bestreiten. Das gleiche Schicksal ereilte ihn 1990/91, als er nur in acht Meisterschaftsspielen eingesetzt werden konnte. Er verpasste am Saisonende auch das letzte Endspiel um den DDR-Fußballpokal, das seine Mannschaft gegen den FC Hansa Rostock mit 0:1 verlor. Da anschließend der Spielbetrieb der DDR-Oberliga wegen der Überleitung des DDR-Fußball-Verbandes in den DFB eingestellt wurde, blieb es für Neupert bei 21 Oberligaspielen mit drei Toren für die Betriebssportgemeinschaft Stahl Eisenhüttenstadt bzw. ihren Nachfolgeverein Eisenhüttenstädter FC Stahl.

### Freizeitfußballer
Anschließend legte Neupert eine fußballerische Pause ein. Zwischen 1994 und 2000 war er beim Müllroser SV in der brandenburgischen Landesklasse aktiv. Danach spielte er für den SV Blau-Weiß Groß Lindow 1909 in derselben Landesliga, 2009 gehörte er zur Groß Lindower Altherrenmannschaft.